# Campeonato Europeo de Tiro al Plato de 2026
El XLIX Campeonato Europeo de Tiro se celebrará en Atenas (Grecia) entre el 27 de septiembre y el 13 de octubre de 2026 bajo la organización de la Confederación Europea de Tiro (ESC) y la Federación Helénica de Tiro Deportivo.